# 贝纳莫卡拉
贝纳莫卡拉，是西班牙安达卢西亚自治区马拉加省的一个市镇。 总面积6平方公里，总人口2825人（2001年），人口密度471人/平方公里。